# Powieść szpiegowska (powieść)
Powieść szpiegowska (ros. Шпионский роман) – druga powieść Borisa Akunina z cyklu Gatunki (ros. Жанры). 

## Fabuła
Wiosna 1941 roku. Kilka miesięcy przed napaścią Niemiec na Związek Radziecki, niemiecki wywiad przeprowadza bardzo skomplikowaną operację, której celem jest przekonanie radzieckiego najwyższego dowództwa, że nie odbędzie się napaść zbrojna, a cała ta operacja jest jedynie specjalnym przygotowaniem logistycznym do uderzenia w zupełnie innym kierunku. Zadanie zostało powierzone superagentowi o kryptonimie Wasser. Wielkim problemem jest wcześniejsze rozwiązanie Sekcji Niemieckiej Kontrwywiadu Wojskowego, dlatego jej obecny od krótkiego czasu szef Październicyn (nazwisko zmienione po rewolucji w nagrodę za zasługi, niedawno zwolniony z zesłania) zbiera nową grupę, do której werbuje z powodu doskonałej znajomości języka niemieckiego a szczególnie dialektu bawarskiego i doskonałego przygotowania fizycznego młodego oficera w stopniu młodszego lejtnanta Jegora Dorina.

## Ekranizacja
Na motywach książki studio Nikity Michałkowa „TriTe” nakręciło film pod tytułem Szpieg (ros. Шпион) w reżyserii Aleksieja Andrianowa (ros. Алексей Андрианов), który wszedł na ekrany 2 kwietnia 2012 roku.